# الخاقانية الروسية
الخاقانية الروسية أو خاقانات روس وتُلفظ روسكي خاقانات (بالروسية: Ру́сский кагана́т) هو الاسم الذي أطلقه بعض المؤرخين المعاصرين على نظام حكم افتراضي يُفترض أنه كان موجودًا خلال فترة سيئة التوثيق في تاريخ أوروبا الشرقية؛ تقريبًا في أواخر القرن الثامن وأوائل القرن التاسع.
اقتُرح أن خقانات روس كانت دولة أو مجموعة من دول المدن أنشأها شعب يسمى روس (وُصف في جميع المصادر المعاصرة باسم نورسمان) في مكان ما في ما يعرف اليوم بروسيا الأوروبية؛ سلف كرونولوجي غالبًا كان ممثلًا لأسرة روريك وكييفان روس. كان سكان المنطقة في ذلك الوقت يتألفون من الشعوب السلافية والتركية والبلطيق والفينيكية والمجرية والنرويجية. كانت المنطقة أيضًا مكانًا لنشاط شعوب الفارانجيين - المغامرين الإسكندنافيين الشرقيين والتجار والقراصنة.
تُشير المصادر المعاصرة المتفرقة إلى زعيم أو قادة شعب روس في هذا الوقت باستخدام اللقب التركي القديم خاقان، ومن هنا جاء الاسم المقترح لنظامهم السياسي.
يُعتقد أن هذه الفترة هي فترة نشوء العرقية الروسية المُمكن تميزها اليوم، بعد تفكك الدولة وانهيارها ظهرت دولة كييف روس واليوم ففي الغالب أنّ أراضي الدولة مقسمة بين روسيا وبيلاروسيا وأوكرانيا.